# USS Intrepid (1943)
De USS Intrepid (CV-11) was een vliegdekschip van de Amerikaanse marine uit de Essex-klasse. De Intrepid ("onverschrokken") is het vierde schip met deze naam.
Het vliegdekschip diende tijdens de Tweede Wereldoorlog in de Stille Oceaan. Na de Tweede Wereldoorlog diende het schip om capsules van de Mercury- en Gemini-projecten op te pikken. Het schip werd ook ingezet in de Vietnamoorlog. Sinds augustus 1982 is het schip onderdeel van een museum in New York, genaamd Intrepid Sea, Air & Space Museum.
De aanduiding CV-11 wijst op de classificatie van het schip. De letters "CV" worden door de US Navy gebruikt voor vliegdekschepen.

## Geschiedenis

### Tijdens de Tweede Wereldoorlog
De Intrepid werd op 26 april 1943 door Newport News Shipbuilding & Dry Dock Co. in Newport News in de staat Virginia te water gelaten. Op 16 augustus 1943 werd het schip door kapitein-ter-zee Thomas Sprague in dienst gesteld. Na een opwerkperiode in het Caribisch gebied vertrok het schip op 3 december 1943 voor de eerste missie naar de Marshalleilanden. Na de succesvolle missie in de Marshalleilanden vertrok de Intrepid naar Truk, een sterke Japanse basis in Micronesia. Op 17 februari 1944 werd het schip door een torpedo geraakt, waarna het op 24 februari in Pearl Harbor in Hawaï aankwam voor reparaties. Van september tot november 1944 voerde de Intrepid acties in Palau en de Filipijnen uit. In deze periode vond ook de Slag in de Golf van Leyte plaats, bovendien werd het schip een aantal keer getroffen door kamikaze acties. 20 december 1944 kwam de Intrepid aan in San Francisco voor herstelwerkzaamheden. In maart en april 1945 voerde de Intrepid operaties uit in Okinawa en Japan. Ook tijdens deze periode werd het schip verschillende keren geraakt door kamikazes.

### Na de Tweede Wereldoorlog
Na de oorlog werd de Intrepid enkele malen verbouwd. In 1952 werd de classificatie van de Intrepid van CV-11 gewijzigd in CVA-11. In 1957 werd de Intrepid voorzien van een hoekdek, stoomkatapults en een deklanding-spiegelsysteem, zodat het geschikt werd voor gebruik door moderne straaljagers. In 1966 opereerde de Intrepid in Vietnam. Vanaf het schip werden A-4 Skyhawks en A-1 Skyraiders voor missies naar Vietnam gestuurd. Op 15 maart 1974 werd de Intrepid uit dienst genomen. De bedoeling was dat het schip gesloopt zou worden, maar door een fonds kon het schip vanaf 1982 als museumschip dienen. Het ligt tegenwoordig in New York, aan een pier van de Hudson in Manhattan.

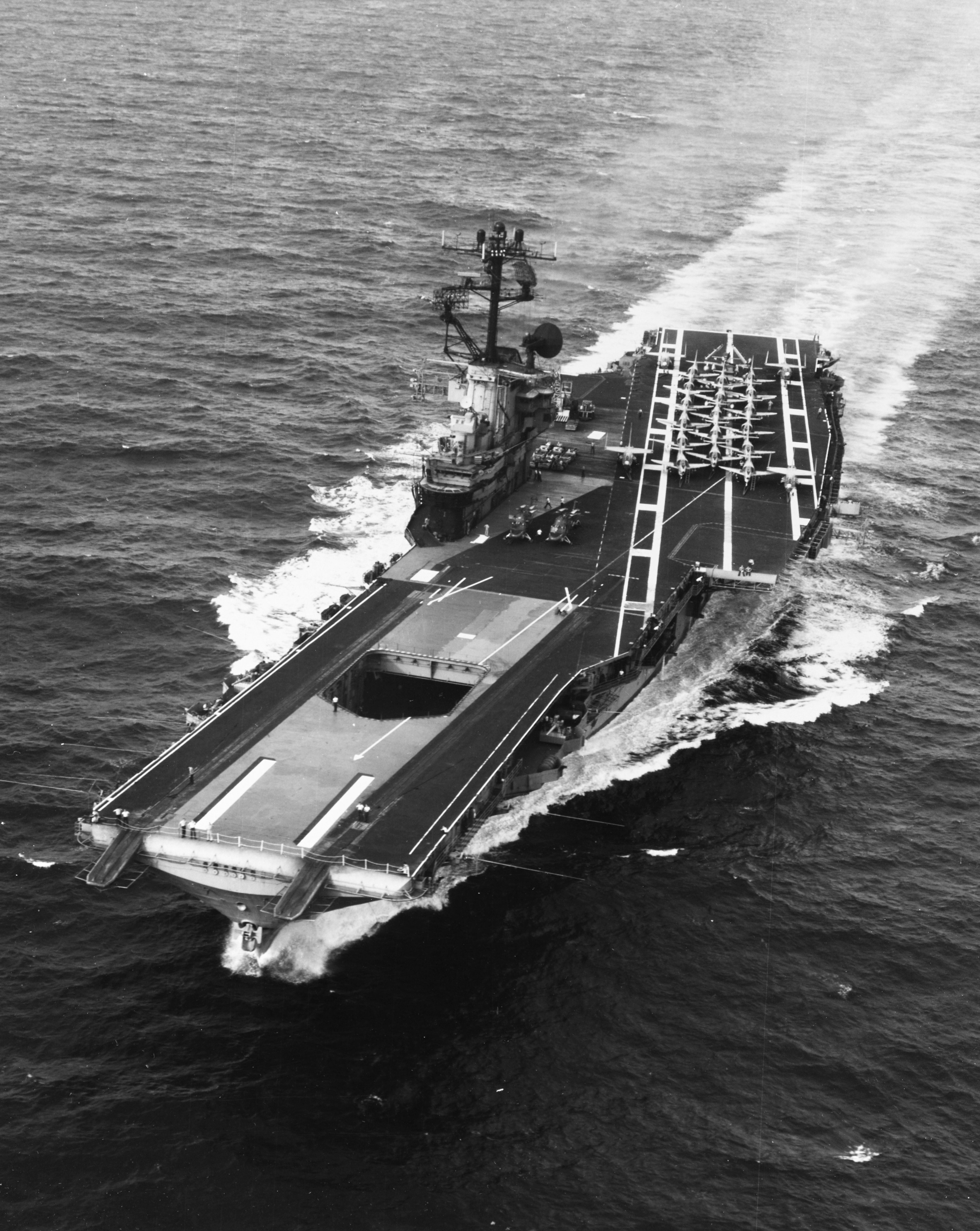
De Intrepid in de Zuid-Chinese Zee, 1968